# Easter
Easter é o terceiro álbum de estúdio do Patti Smith Group. Foi lançado em Março de 1978 pela Arista Records. Produzido por Jimmy Iovine, o álbum é considerado o grande avanço comercial do grupo, devido ao sucesso do single "Because The Night" (co-escrito por Bruce Springsteen e Smith), que alcançou a posição 13 na Billboard Hot 100 e o número cinco no UK Singles Chart.

## História
O primeiro álbum lançado desde que Smith sofreu uma lesão no pescoço durante uma turnê do seu segundo álbum, Radio Ethiopia, Easter foi considerado o mais acessível comercialmente do catálogo do Patti Smith Group. Ao contrário de seus dois predecessores, Easter incorporou uma diversidade de estilos musicais, embora ainda incluindo rock, o folk e o pop. Em uma entrevista na época, Smith afirmou que Richard Sohl estava doente e isso o impediu de participar da gravação do álbum. Bruce Brody é creditado como o tecladista, embora Sohl faça uma aparição especial contribuindo com teclados para a canção "Space Monkey", junto com o tecladista do Blue Öyster Cult , Allen Lanier. A fotografia da capa é de Lynn Goldsmith e as fotos do encarte de Cindy Black e Robert Mapplethorpe.

## Imagens Religiosas
Além da alusão religiosa de seu título, o álbum está repleto de imagens bíblicas e especificamente cristãs. "Privilege (Set Me Free)" é tirado do filme satirizante de fama e autoritarismo britânico Privilege e suas letras são adaptadas do Salmo 23. O encarte do LP reproduz um retrato da Primeira Comunhão de Frederic e Arthur Rimbaud, e as notas de Smith para a canção "Easter" invocam imagens católicas do batismo, comunhão e sangue de Cristo. Uma cruz solitária desenhada à mão é colocada abaixo dos créditos dos membros do grupo no encarte e a última frase do encarte é uma citação da Segunda Epístola a Timóteo 4:7 - "Lutei um bom combate, terminei meu curso..."
Além dos temas cristãos, a música "Ghost Dance" faz referência ao revival religioso dos índios americanos indígenas Ghost Dance do final do século XIX.

## Recepção
Easter foi muito aclamada após o seu lançamento. O crítico da Rolling Stone, Dave Marsh, chamou o álbum de "transcendente e realizado".  Em Creem, Nick Tosches considerou Easter o melhor trabalho de Smith, "mais verdadeiro, mais seguro e menos desigual do que seus álbuns anteriores". Robert Christgau do The Village Voice sentiu que a música "é tão básica como sempre em sua instrumentação e impulso rítmico, mas mais grandiosa, mais marcial", e que "a maioria dessas canções são estimulantes da maneira como devem ser ser."  Lester Bangs, no entanto, diz "Querida Patti, comece a revolução sem mim", em relação a cantora estar com os cabelos cabeludos no sovaco na capa do disco e afirmou que, embora Horses tenha mudado sua vida, Easter "é apenas um álbum muito bom."  Easter foi colocado no número 14 em The Village Voice por Pazz & Jop como um dos melhores álbuns de 1978 , enquanto NME classificou-o o melhor álbum 46º do ano. 
| Críticas profissionais        | Críticas profissionais |
| Avaliações da crítica         | Avaliações da crítica  |
| Fonte                         | Avaliação              |
| ----------------------------- | ---------------------- |
| AllMusic                      | 4.5 de 5 estrelas.     |
| Chicago Tribune               | 3.4 de 4 estrelas.     |
| Los Angeles Times             | 4 de 4 estrelas.       |
| Pitchfork                     | 8.8/10                 |
| Q                             | 4 de 5 estrelas.       |
| The Rolling Stone Album Guide | 4.5 de 5 estrelas.     |
| Sounds                        | 5 de 5 estrelas.       |
| Spin                          | 4.5 de 5 estrelas.     |
| Spin Alternative Record Guide | 6 de 10 estrelas.      |

## Listas de Faixas
| N.º            | Título                    | Duração |  |
| 1.             | "Till Victory"            | 2:45    |  |
| 2.             | "Space Monkey"            | 4:04    |  |
| 3.             | "Because The Night"       | 3:32    |  |
| 4.             | "Ghost Dance"             | 4:40    |  |
| 5.             | "Babelogue"               | 1:25    |  |
| 6.             | "Rock N Roll Nigger"      | 3:13    |  |
| 7.             | "Privilege (Set Me Free)" | 3:27    |  |
| 8.             | "We Three"                | 4:19    |  |
| 9.             | "25th Floor"              | 4:01    |  |
| 10.            | "High on Rebellion"       | 2:37    |  |
| 11.            | "Easter"                  | 6:15    |  |
| 12.            | "Godspeed"                | 6:09    |  |
| Duração total: | Duração total:            | 44:67   |  |

## Posições
| Ano  | Países                         | Posição |
| ---- | ------------------------------ | ------- |
| 1978 | Noruega (VG-lista)             | 10      |
| 1978 | Suécia (Sverigetopplistian)    | 34      |
| 1978 | Reino Unido (UK Albuns Chart)  | 16      |
| 1978 | Estados Unidos (Billboard 200) | 20      |
| 1978 | Alemanha (Offizielle Top 100)  | 43      |
| 1978 | Austrália (Kent Music Report)  | 80      |
| 2019 | Bélgica (Ultratop Flanders)    | 194     |

## Certificações
| Região            | Certificação |
| ----------------- | ------------ |
| França (SNEP)     | Ouro         |
| Reino Unido (BPI) | Prata        |

## Ficha Técnica
- Patti Smith - voz, guitarra
- Lenny Kaye - guitarra, baixo, vocais
- Jay Dee Daugherty - bateria, percussão
- Ivan Král - baixo, vocal, guitarra
- Bruce Brody - teclados, sintetizador

- Richard Sohl - teclados em "Space Monkey"
- Allen Lanier - teclados em "Space Monkey"
- John Paul Fetta - baixo em "Till Victory" e "Privilege"
- Andi Ostrowe - percussão em "Ghost Dance"
- Jim Maxwell - gaita de foles em "Easter"
- Tom Verlaine - arranjo em "We Three" (em 1974)
- Todd Smith - chefe da tripulação
- Jimmy Iovine - produção, mixagem
- Shelly Yakus - mixagem
- Greg Calbi - masterização
- Thom Panunzio - engenharia
- Gray Russell - engenharia
- Charlie Conrad - engenharia
- Joe Intile - engenharia
- Lynn Goldsmith - fotografia da capa
- Robert Mapplethorpe - fotografia do encarte
- Cindy Black - fotografia do encarte
- John Roberts - fotografia do encarte
- Maude Gilman - design